# Charcyz'k
Charcyz'k (in ucraino Харци́зьк?) o Charcyzsk (in russo Харцызск?) è de iure una città dell'Ucraina orientale, situata nell'oblast' di Donec'k della regione storica del Donbass, ma dall'aprìle 2014 è occupata militarmente dalla Russia, situata nel Repubblica Popolare di Doneck. Ha circa 60.000 abitanti.

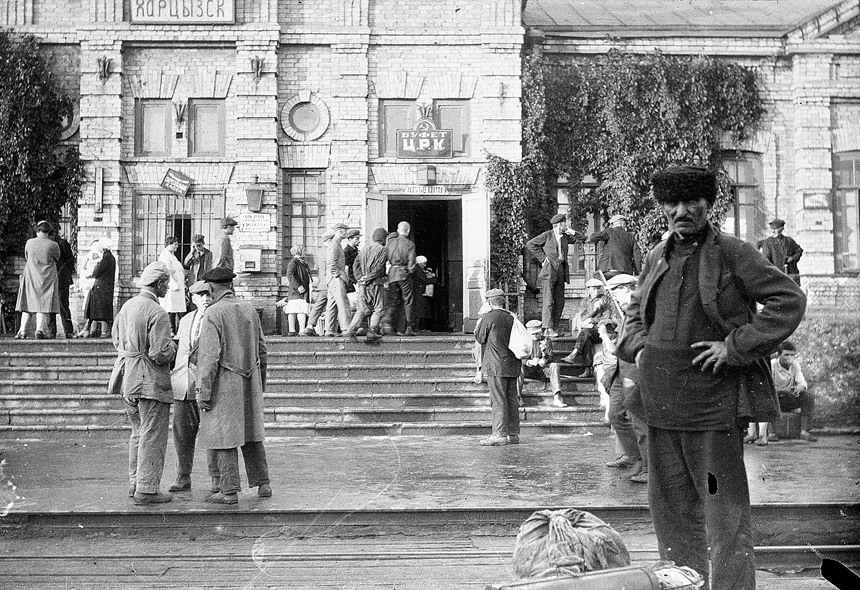
La stazione ferroviaria attorno al 1920